# Seľany
Seľany este o comună slovacă, aflată în districtul Veľký Krtíš din regiunea Banská Bystrica. Localitatea se află la altitudinea de 213 m deasupra n.m., se întinde pe o suprafață de 7,61 km2 și în 2017 număra 188 de locuitori.

## Istoric
Localitatea Seľany este atestată documentar din 1268.

## Demografie
| An:                | 1994 | 2004   | 2014    | 2024    |
| ------------------ | ---- | ------ | ------- | ------- |
| Număr de persoane: | 253  | 235    | 197     | 140     |
| Diferență:         |      | −7,11% | −16,17% | −28,93% |

| An:                | 2023 | 2024   |
| ------------------ | ---- | ------ |
| Număr de persoane: | 146  | 140    |
| Diferență:         |      | −4,10% |